# Nagib Haickel
Nagib Haickel (Pindaré-Mirim, 19 de dezembro de 1933 – Coroatá, 7 de setembro de 1993) foi um comerciante e político brasileiro que representou o Maranhão na Câmara dos Deputados.

## Dados biográficos
Filho de Elias Haickel e Maria Haickel, um casal de primos de origem libanesa. Sua carreira política começou após a edição do Ato Institucional Número Dois, cujo bipartidarismo imposto o fez ingressar na ARENA em apoio ao Regime Militar de 1964. Por esta legenda foi eleito deputado estadual em 1970 e 1974 e conquistou um mandato de deputado federal em 1978. Com a reformulação partidária ocorrida no governo do presidente João Figueiredo, ingressou no PDS e foi reeleito em 1982. Em seu novo mandato parlamentar, ausentou-se da votação da Emenda Dante de Oliveira em 1984 e votou em Paulo Maluf no Colégio Eleitoral em 1985, filiando-se logo depois ao PFL. Filiado ao PTB elegeu-se deputado estadual em 1990, mas faleceu em Coroatá, no curso do mandato, à 7 de setembro de 1993, ano em que foi eleito presidente da Assembleia.
Seu filho, Joaquim Haickel, também foi deputado estadual e deputado federal pelo Maranhão.